# Railo
A Railo egy fordító és futtató környezet ColdFusion Markup Language (CFML) alapú weblapokhoz. Képes lefordítani a CFML kódot Java osztályokká, melyek ezután Java szerveren futtathatóak. Tartalmaz egy futtató motort mely magában foglalja a fordított kód végrehajtásához szükséges összes könyvtárat. Automatikusan választ CMF fordítás és a belső motor közt. Nagyon hasonló a JavaServer Pages (JSP) technológiához és megvalósítja a legtöbb JSP interfészt is, így magas fokú kompatibilitásra képes vele. Más szintaxist használ, de nyújtott szolgáltatásai azonosak.

## Verziók
A Railo 3 fő kiadásban, különböző verziókban érhető el.
- 'Railo Express vagy Railix, egy live verzió, mely a Jetty web szervert használja a telepítés nélküli futtatáshoz. A kiadás tesztelésre és kipróbálásra tökéletes, de nem ajánlott élesben használni.
- Railo Server a teljes verzió, mely integrálható a web szerverekbe.
- Railo WAR egy Web Archive verzió, Java Platform, Enterprise Edition (Java EE) szerverekhez.
- Railo Custom egy személyre szabható változat.

A 3.1-es verziótól kezdve a Railo nyílt forráskódú és a jboss.org projekt fejleszti.

## CFML kompatibilitás
A jelenlegi (3.2) verzió nagyobb részt kompatibilis a ColdFusion 9.0.1. Railo több bővítést és kiterjesztést biztosít a CFML-hez. Például gyors tömbdeklarációt és információ kinyerést. A sebessége kiemelkedő, még debug módban is a leggyorsabb CFML-motor.

### Inkompatibilitás
Railo nem támogatja a következő címkéket:
cfapplet, cfgrid, cfreport, cftree, cfformitem, cfformgroup, cftextarea, cfexchange, cfpresent, cffeed, cfpod, cflayout, cfprint, cfreport*, cfslider, cfsprydataset, cftooltip, cfcalendar, cfpdfform, cfpdfformparam, cfpdfsubform
Railo nem támogatja a következő függvényeket:
isDDX, isPDFFile, precisionEvaluate, getSOAP, getGatewayHelper, getPrinterInfo, queryConvertForGrid, verifyClient, dotNetToCFType
Ezenkívül nem tudja visszafejteni az Adobe által titkosított sablonokat.

### Keretrendszer-kompatibilitás
A CFML kompatibilis keretrendszerek nagy valószínűséggel működnek Railo alatt is. A legnépszerűbbek:
- Fusebox, versions 4.x and 5.x
- Mach-II
- Model-Glue
- Coldbox x
- ColdFusion on Wheels
- FarCry CMS
- Mura CMS
- Transfer ORM
- Reactor ORM

## Külső hivatkozások
- Hivatalos honlap
- Railo Talk hivatalos fórum
- Railo Wiki